# Контроверза
Контроверза (лат. contra против или обрнуто; versus усмерено, или „окренуо у супротном смеру“) означава дуже трајући спор односно дискусију која се често води у јавности.
Може се радити о приватним разговору између две личности, или о великим спору (нпр. политичких странака). Природа контроверзе је да се спор не завршава с намером коначног решења: „Или овако — или онако“, зато ју често прати полемика или спор.
Вишегодишње контроверзе се појављују у јавном животу на подручјима у политике, у питањима етике и морала, теологији, те науци, и то обично о питањима која имају морални значај. Типичним контроверзним питањима се ретко нађе коначно решење.